# Duc de Caylus

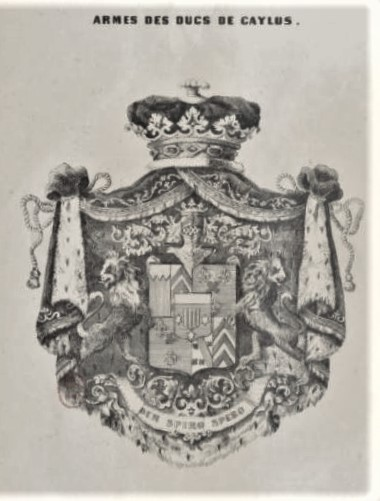
Armes des ducs de Caylus, in revue Le Biographe universel de juillet 1843

Le titre de duc de Caylus et grand d'Espagne de première classe est un titre espagnol accordé en 1770 à Achille-Joseph Robert de Lignerac par héritage de la famille de Tubières de Caylus.
Reconnu en France en 1770 pour Achille-Joseph Robert de Lignerac, 1er duc de Caylus, il s'éteignit en 1905 dans la famille Robert de Lignerac avec François-Joseph Robert de Lignerac 4e duc de Caylus (1820-1905), mort sans postérité de son mariage en 1851 avec Joséphine Benoite Fafournoux.
Par cédule du roi d'Espagne du 16 septembre 1896, le titre espagnol de duc de Caylus et la grandesse d'Espagne furent transmis à Arthur Augustin de Rougé (1844-1913), fils d'Adolphe-Charles-Camille de Rougé et de Marie-Adrienne de Saint-George de Vérac, comme petit-fils de Marie-Josephe Robert de Lignerac de Caylus, sœur de l'avant-dernier duc de Caylus.
Arthur Augustin de Rougé, 5e duc de Caylus, n'eut qu'une fille de son mariage avec Agnès de Rohan-Chabot (fille du 10e duc de Rohan et de la richissime Octavie Rouillé de Boissy) veuve d'un premier mariage avec le marquis de Montault (né en 1849, mort en 1881).
Sa fille Antoinette de Rougé, 6e duchesse de Caylus (1890-1954) avait épousé en 1916 Olivier Rous de la Mazelière (1865-1942). Leur fille ainée Jeanne Rous de la Mazelière 7e duchesse de Caylus (née en 1917, morte en 1997) épousa en 1938 le comte Philippe de Dampierre. Le 10 juillet 1963, elle fit enregistrer en Espagne sa Grandesse et le titre de 7ème duquesa de Caylus mais fut déchue de son investiture de Caylus pour n'avoir pas réglé ses droits. Son fils le comte François de Dampierre fit une requête contre cette déchéance, mais elle fut rejetée en 1999. 

## Liste des ducs et duchesses de Caylus
1. Claude Abraham de Tubières de Grimoard de Pestel de Lévis (en) (1742-1759) ;
2. Achille-Joseph de Robert de Lignerac (1759-1783) ;
3. Joseph-Louis de Robert de Lignerac (1783-1823) ;
4. François-Joseph de Robert de Lignerac (1823-1893) ;
5. Arthur-Marie de Rougé (1893-1913) ;
6. Marie-Antoinette de Rougé (1913-1954) ;
7. Jeanne-Eugénie de Rous de la Mazelière (1981-1997) ;

## Armoiries
D'azur, à trois étoiles à six rais d'or et au chef du même, qui est Caylus ; sur le tout, un écu d'argent à trois pals d'azur, qui est de Robert.,